# Osredek Žumberački
Osredek Žumberački – wieś w Chorwacji, w żupanii zagrzebskiej, w mieście Samobor. W 2011 roku liczyła 22 mieszkańców.